# Пещера Лейхтвейса

Пещера Лейхтвейса (нем. Leichtweißhöhle) — туристический объект, находящийся в лесу возле города Висбадена.

## История
Пещера, связанная с именем местного браконьера и разбойника Генриха Антона Лейхтвейса, известна с конца XVIII века. Она была обнаружена местными лесорубами, которые обратили внимание на дым от костра в этом районе. Пещера быстро приобрела популярность как туристическая достопримечательность, а к 1825 году место её расположения уже рекомендовали в литературе как водолечебный курорт. В 1856 году висбаденские власти расширили и благоустроили пещеру, сделав её более привлекательной для туристов. В частности, были построены искусственный водопад, деревянные мост через ручей и обзорная вышка, простоявшая, впрочем, только до 1863 года. В 1905 году пещеру Лейхтвейса посетил кайзер Вильгельм II вместе с женой.
После Второй мировой войны пещера пришла в запустение. В настоящее время она получила значение туристического объекта и открывается на полгода в туристический сезон. К ней оборудованы подходы: деревянный мостик, дорожка. Современный облик пещеры в значительной мере отличается от изначального.

## В литературе

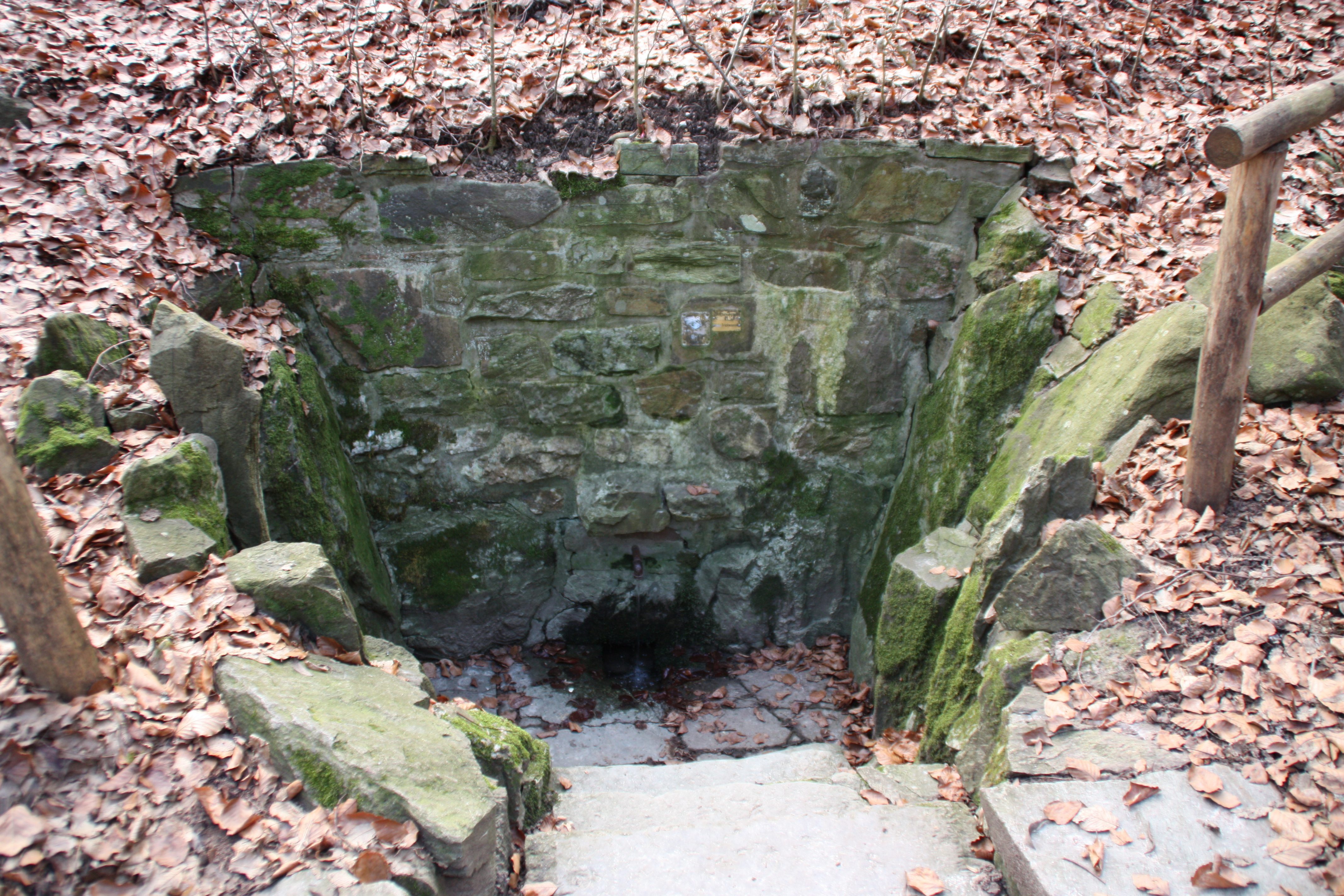

На рубеже XIX—XX веков в Германии, а затем и в России в газетах в жанре романа-фельетона печатался роман В. А. Рёдера (нем. W. A. Röder) «Пещера Лейхтвейса», действие в котором происходило в конце XVIII века. Публикация романа способствовала увеличению популярности пещеры Лейхтвейса как туристической достопримечательности.
Впоследствии роман упоминался как весьма популярный в следующих произведениях:
- Валентина Осеева «Динка»
- Ильф и Петров «Двенадцать стульев», «Золотой теленок»
- Вениамин Каверин «Освещённые окна»
- Братья Вайнеры «Эра милосердия»
- Всеволод Нестайко «Незнакомец из тринадцатой квартиры, или Похитители ищут потерпевшего…»
- Валентин Катаев «Зимний ветер»
- Николай Дубов «Сирота»